# Louise Arner Boyd
Louise Arner Boyd (ur. 16 września 1887 w San Rafael, zm. 14 września 1972 w San Francisco) – amerykańska odkrywczyni i podróżniczka po Grenlandii i Arktyce; pierwsza kobieta, która obleciała samolotem biegun północny.

## Biografia
Córka Johna Franklina Boyda (współwłaściciela kopalni złota Bodie) i Louise Cook Arner, dorastała w hrabstwie Marin i na wzgórzach Oakland. Razem z dwoma braćmi spędzała dużo czasu na ranczu, ale rodzeństwo otrzymało też wszechstronną edukację. Kiedy Louise była nastolatką, obaj jej bracia zmarli na chorobę serca w ciągu kilku miesięcy od siebie. 
Po śmierci braci Louise dużo podróżowała wraz z rodzicami, m.in. do Europy. Wiosną 1919 r. Louise pojechała pociągiem do Buffalo, kupiła samochód turystyczny i przejechała przez Stany Zjednoczone w czasach, gdy nie było systemu autostrad, a drogi były często żwirowe i nieutrzymane w porządku. Była to pierwsza z wielu wypraw przez kraj, które odbyła i opisała w swoich licznych artykułach. Po śmierci rodziców (którymi opiekowała się w ostatnich latach ich życia) w 1919 i 1920 r., Louise odziedziczyła majątek rodzinny.

### Podróże do Arktyki i na Grenlandię
Mając swobodę finansową, od początku lat 20. zaczęła intensywnie podróżować. W 1924 r. wyruszyła do Norwegii i po raz pierwszy zobaczyła arktyczną pokrywę lodową. W 1925 r. została przedstawiona królowi i królowej Anglii, a wkrótce potem, w 1926 r., wyczarterowała statek dostawczy „Hobby”, z którego korzystał Roald Amundsen i zorganizowała myśliwsko-filmową wyprawę do Arktyki. Towarzyszyła jej para hrabiowska Ribadavia. Louise Boyd zyskała wyprawą międzynarodowy rozgłos: gazety na całym świecie obwołały ją „Dianą Arktyki” [„Arctic Diana”] i „Dziewczyną, która oswoiła Arktykę” [„The Girl Who Tamed the Arctic”].
W 1928 r. gdy Boyd planowała kolejną, rekreacyjną wycieczkę, na pokładzie „Hobby”, dowiedziała się, że Roald Amundsen niedawno zaginął, próbując znaleźć i uratować włoskiego polarnika Umberto Nobile. Louise zaoferowała swoje usługi i statek norweskiemu rządowi w poszukiwaniu Amundsena, mówiąc: „Jak mogę udać się na wycieczkę dla przyjemności, gdy zagrożone są te 22 życia?” Mimo że przemierzyła około 10 000 mil przez Ocean Arktyczny, nie znalazła śladu po Amundsenie. Niemniej jednak norweski rząd przyznał jej Krzyż Kawalerski Orderu Świętego Olafa. Była pierwszą Amerykanką, która otrzymała to odznaczenie i trzecią kobietą na świecie, która była uhonorowana w ten sposób.      
Boyd jest znana przede wszystkim z prowadzenia serii wypraw naukowych na wschodnie i północne wybrzeże Grenlandii w latach 30. XX wieku. Louise sfotografowała, zbadała i zebrała setki okazów botanicznych, korespondując i ucząc się od swojej dobrej przyjaciółki, Alice Eastwood z California Academy of Sciences. Amerykańskie Towarzystwo Geograficzne opublikowało jej wyniki i zdjęcia z wypraw z 1933 i 1935 roku w książce zatytułowanej The Fiord Region of East Greenland [Region Fiord we wschodniej Grenlandii]. Obszar w pobliżu lodowca Gerard de Geer został później nazwany Louise Boyd Land.

### Podróże po Polsce
W sierpniu 1934 r. Louise, wybrana na delegację Międzynarodowej Unii Geograficznej w Warszawie, wyruszyła w trzymiesięczną podróż po polskiej wsi, fotografując i rejestrując zwyczaje, ubiór, gospodarkę i kulturę Polaków, Ukraińców, Białorusinów i Litwinów. Podróżowała samochodem, koleją, łodzią (dotarła do wiosek nad Jeziorem Sporowskim) i pieszo. Rozpoczęła od Lwowa poprzez Kowel, następnie przejechała do Kobrynia – Pińska – Klecka – Nieświeża – Słonimia. Skończyła podróż w Wilnie. Badała m.in. ruch na drogach na Polesiu, interesowały ją targi, codzienny tryb życia, jej obserwacja skupiała się szczególnie na warunkach życia dzieci. 
Po powrocie do Warszawy, wyruszyła w drugą podróż, by obserwować różnorodność przyrody i życia codziennego oraz folklor mieszkańców. Tym razem trasa obejmowała Kraków i Cieszyn, a także obszary wschodnie, wzdłuż Karpat. Od Przemyśla pojechała do Drohobycza, a następnie trasą Kołomyja – Horodenka – Zaleszczyki – Tarnopol – Lwów dotarła 26 września 1934 r. do Złoczowa. Na Wołyniu eksplorowała także miejscowości takie jak Ławra Poczajowska i Krzemieniec.
Łącznie przemierzyła ponad 10 tys. kilometrów i wykonała ponad 2000 fotografii aparatem Folmer Graflex model „D". 
Jej narracja podróżnicza, uzupełniona o wybór ponad 500 zdjęć, została opublikowana przez American Geographic Society w 1937 r. jako Polish Countrysides.-

### II wojna światowa
Wraz z wybuchem II wojny światowej wiedza, którą zdobyła podczas sześciu poprzednich wypraw na Grenlandię i Arktykę, nabrała strategicznego znaczenia. Rząd Stanów Zjednoczonych poprosił, aby nie publikowała książki, którą napisała o swoich późniejszych wyprawach w 1937 i 1938 r. Poproszono ją także, aby na zlecenie Narodowego Instytutu Standaryzacji i Technologii (Departament Handlu Stanów Zjednoczonych) poprowadziła wyprawę geofizyczną wzdłuż zachodniego wybrzeża Grenlandii i wzdłuż wybrzeża Ziemi Baffina oraz Labradoru.   
Została powołana do roli ekspertki Instytutu z symbolicznym wynagrodzeniem dolara rocznie. Na własny koszt wyczarterowała i wyposażyła szkuner Effie M. Morrissey. Szkuner, którego właścicielem i dowódcą był kapitan Robert Bartlett, miał już na koncie coroczne udane wyprawy naukowe do Arktyki, prowadzone od 1926 r. Głównym celem wyprawy Instytutu w 1941 r. było uzyskanie danych o transmisji fal radiowych w regionach arktycznych, po których podróżowano. Badano jonosferę, geomagnetyzm i zorzę polarną. Szkuner wypłynął z Waszyngtonu 11 czerwca 1941 r. Louise Boyd dowodziła grupą naukową złożoną z czterech mężczyzn (w tym lekarza) i jedenastu członków załogi pod dowództwem kpt. Bartletta. Wyprawa wróciła do Waszyngtonu 3 listopada 1941 r., przywożąc cenne dane.
Do końca wojny Boyd pracowała nad tajnymi zadaniami dla USA. W 1949 r. otrzymała od Armii Stanów Zjednoczonych dyplom uznania za zasługi (ang. Department of Army Certificate of Appreciation).

### Okres powojenny, dalsze lata
Wcześniej wstrzymana przed drukiem książka Boyd pt. The coast of northeast Greenland, with hydrographic studies in the Greenland Sea [Wybrzeże północno-wschodniej Grenlandii], została ostatecznie opublikowana w 1948 roku. 
W 1955 r., mając 67 lat, wyczarterowała DC-4 i jako pierwsza kobieta obleciała Biegun Północny. Członkiem załogi był m.in. pionier lotnictwa Thor Solberg.  
W dalszych latach Louise Boyd była aktywną i znaną postacią w hrabstwie Marin, będąc m.in. członkinią Komitetu Wykonawczego San Francisco Symphony. Zdobyła także wiele wyróżnień akademickich, uzyskując honorowy stopień naukowy prawa na Uniwersytecie Kalifornijskim w Berkeley i Mills College. Była także drugą kobietą, która otrzymała Medal Cullum przyznawany przez American Geographic Society. W 1960 r. była pierwszą kobietą wybraną do zarządu tego Towarzystwa. Została również członkiem honorowym kalifornijskiej Academy of Science. Pod koniec życia Louise przeżywała trudności finansowe, a większość fortuny wydała na wyposażenie i przeprowadzenie wypraw w poprzednich dekadach. Ostatecznie musiała sprzedać dom rodzinny w San Rafael wraz z meblami. W wielu przypadkach też męscy członkowie wypraw z chęcią przyjmowali od niej wsparcie, natomiast potem umniejszali jej rolę przywódczą i znaczenie w organizacji. Zmarła w San Francisco 14 września 1972 r.
Jej imieniem nazwano krater na Wenus.

## Publikacje
- The Fiord Region of East Greenland, wyd. American Geographical Society, Nowy Jork, 1935.
- Polish Countrysides, wyd. American Geographical Society, 1937.
- The coast of northeast Greenland, with hydrographic studies in the Greenland Sea, wyd. American Geographical Society, 1948.